# ガス・エレクトリック方式
ガス・エレクトリック方式（ガス・エレクトリックほうしき）とは、船舶や艦艇、鉄道車両及び自動車における推進力伝達方式の一つ。ガソリンエンジンで発電機を駆動し、その発生電力で電動機を回して推進する方式を指す。
英語では“Petrol-electric transmission”（「揮発油－電気伝送」の意）と呼ばれ、アメリカでは“Gasoline-electric ”もしくは“Gas-electric transmission”と呼ばれる。日本ではアメリカ式の「ガス・エレクトリック」もしくは「ガソリン・エレクトリック」の呼称が一般的である。
発電用の内燃機関がディーゼルエンジンの場合は、「ディーゼル・エレクトリック方式」と呼ぶ。

## 概要
ガソリンエンジンで発電機を回して発電させ、発生した電力を制御して、希望する回転数で電動機を回転させて推進力を得る。空気の供給を絶たれた状態での稼働を前提とした潜水艦以外では、通常、バッテリーなどの推進用エネルギーを蓄える装置を持たず、エンジンを停止した状態での運転が出来ない点がシリーズハイブリッド方式との相違となる。
半導体素子を用いたパワーエレクトロニクスが発展していなかった時代では、可変速電動機としては直流電動機しか使えなかったため、エンジンで直流発電機（整流子発電機・ダイナモ）を回すワード・レオナード方式の一種が一般的であった。
バスやトラックといった自動車や、戦車といった大型車両、鉄道車両、黎明期の潜水艦などの動力として用いられた（潜水艦の場合はバッテリーを併用する）が、ディーゼルエンジンが実用化されて技術的に成熟してゆくと、大型低速で作動させるレシプロエンジンとしては効率の点でディーゼルエンジンが勝ること、大馬力化した際の信頼性、燃費や燃料の安全性といった点から、発電用の内燃機関にディーゼルエンジンを用いた「ディーゼル・エレクトリック方式」に取って代わられて行き、ガス・エレクトリック方式は衰退していった。
軍用車両用として、フランス及びドイツの開発したものに用いられていたものが著名である。
2016年に日産・ノート E12にe-Powerとしてガソリンエンジンを発電のみに使用、バッテリーおよびエンジンからの発電電力でモーターで駆動する自動車を発売したが、ガス・エレクトリック方式ではバッテリーは基本的に使われないため、シリーズハイブリッドと呼ばれる。